# Bazilika (top)
Bazilika ali Osmanski top, bombarda velikega kalibra, ki so jo za Osmansko cesarstvo izdelali vlaški topovski inženir Orban, Saruca Usta in arhitekt Muslihidin Usta v času, ko so bili topovi še nekaj novega. Top je bil grozljivo nezanesljiv, če pa je zadel, je na konstantinopelskem obzidju povzročil  ogromno škodo. Top se je zaradi velikega smodniškega polnjenja med strelom močno segrel, tako da ga je bilo treba po vsakem strelu ohladiti z olivnim oljem, sicer bi počil. Top je zato lahko izstrelil samo tri krogle dnevno. Po šestih tednih streljanje je postal neuporaben.

## Značilnosti
- dolžina: približno 8 m
- kaliber: 750 mm
- masa krogle: 544 kg
- domet: 2.000 m